# Xã Sterling, Quận Brookings, Nam Dakota
Xã Sterling (tiếng Anh: Sterling Township) là một xã thuộc quận Brookings, tiểu bang Nam Dakota, Hoa Kỳ. Năm 2010, dân số của xã này là 378 người.